# Brian McCann

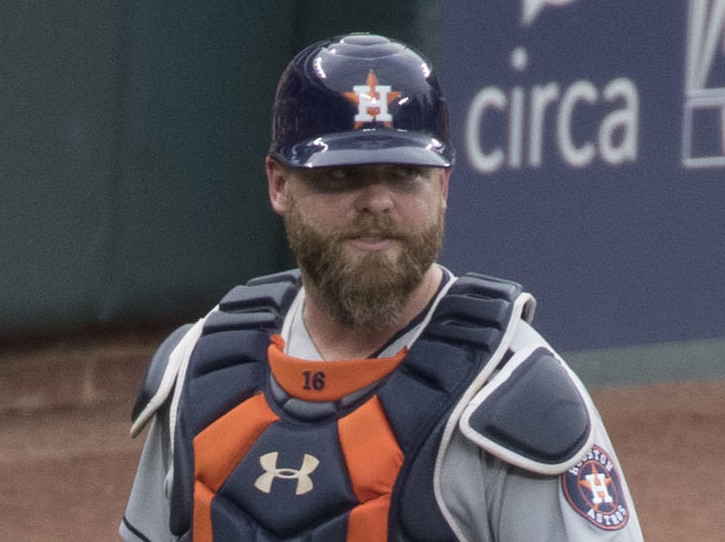
Brian McCann, 2017.

Brian Michael McCann, född 20 februari 1984 i Athens i Georgia, är en amerikansk före detta professionell basebollspelare som spelade som catcher för Atlanta Braves, New York Yankees och Houston Astros i Major League Baseball (MLB) mellan 2005 och 2019.
Han draftades av Atlanta Braves i 2002 års MLB-draft.
McCann vann World Series med Houston Astros för 2017 års säsong. Han vann också sex stycken Silver Slugger Award.